# (6719) Gallaj
(6719) Gallaj ist ein Asteroid des mittleren Hauptgürtels, der von der sowjetischen Astronomin Galina Kastel am 13. Oktober 1990 am Krim-Observatorium in Nautschnyj (IAU-Code 095) entdeckt wurde. Der Asteroid war vorher schon am 20. September 1985 unter der vorläufigen Bezeichnung 1985 SO4 an diesem Observatorium gesichtet worden.
Der mittlere Durchmesser des Asteroiden wurde mit 8,133 (±0,175) km berechnet, die Albedo mit 0,203 (±0,020). Die Rotationsperiode des Asteroiden wurde seit 2009 mehrmals untersucht. Die Lichtkurven reichten jedoch nicht zu einer Bestimmung aus.
In früheren Ausgaben der AstDyS-2 Datenbank gehörte (6719) Gallaj zur Henan-Familie, eine Gruppe von Asteroiden, die nach (2085) Henan benannt ist. Mitglieder dieser Familie haben in der SMASS-Klassifikation die Spektralklasse L. In neueren Ausgaben ist der Asteroid keiner Asteroidenfamilie mehr zugewiesen.
(6719) Gallaj wurde am 5. März 1996 auf Vorschlag von Galina Kastel nach dem sowjetischen Testpiloten Mark Lasarewitsch Gallai (1914–1998) benannt.